# Keiweg-Leberg
Le Keiweg-Leberg est une route située sur la commune de Brakel dans la province belge de Flandre-Orientale.

## Cyclisme
Le Keiweg-Leberg est surtout connu pour son ascension lors des classiques flandriennes et plus particulièrement lors du Tour des Flandres. C'est une côte asphaltée de 975 mètres avec une première partie avec un passage à 14 % puis une seconde en faux plat.
Il s'agit en fait d'une voie parallèle du Leberg, mont plus connu et emprunté ces dernières années, et qui lui a été préféré dans le parcours du Tour des Flandres entre 1984 et 1989. Il se situait généralement entre le Varentberg et Berendries.
Tout comme le Leberg, le Keiweg-Leberg débute depuis le secteur pavé de Haaghoek.